# Цілинна ділянка (на захід від ст. Мордвинівка)
Цілинна ділянка — ботанічний заказник місцевого значення. Об'єкт розташований на території Мелітопольського району Запорізької області, правий берег річки Молочна, на захід від ст. Мордвинівка.
Площа — 150 га, статус отриманий у 1980 році.